# Rådmansö landskommun
Rådmansö var en tidigare kommun i Stockholms län.

## Administrativ historik
Den inrättades, liksom alla andra kommuner i Sverige år 1863, i Rådmansö socken i Frötuna skeppslag i Uppland.
Rådmansö var egen kommun fram till kommunreformen 1952, då den gick upp i Frötuna landskommun. 
Sedan 1971 tillhör området Norrtälje kommun.

## Politik

### Mandatfördelning i valen 1938-1946
| 7 | 9 | 3 | 1 |

| 20 |

| 7 | 4 | 9 |

| 18 |

| 7 | 3 | 10 |

| 18 |